# Campionati mondiali di ginnastica artistica 2001
I Campionati mondiali di ginnastica artistica 2001 sono stati la 35ª edizione della competizione. Si sono svolti a Gand, in Belgio.

## Podi
| Evento                 | Oro | Argento                                                                                          | Bronzo |
| Uomini                 | |                                                                                                  | |
| All-Around a squadre   | Bielorussia Ivan Ivankoŭ Aljaksej Sinkevič Dzmitryj Kaspjarovič Vitali Valinchuk Alexander Kruzhilov Denis Savenkov | Stati Uniti Sean Townsend Stephen McCain Guard Young Raj Bhavsar Brett McClure Paul Hamm         | Ucraina Alexander Beresh Sergei Vyaltsev Roman Zozulya Andrei Lipsky Ruslan Mezentsev Andrei Mikhailichenko |
| All-Around individuale | Feng Jing | Ivan Ivankoŭ                                                                                     | Jordan Jovčev                                                                                               |
| Corpo liber            | Jordan Jovčev Marian Drăgulescu                                                                                     | non assegnato                                                                                    | Igors Vihrovs                                                                                               |
| Cavallo con maniglie   | Marius Urzică | Xiao Qin                                                                                         | Alexander Beresh                                                                                            |
| Anelli                 | Jordan Jovčev | Szilveszter Csollány                                                                             | Andrea Coppolino                                                                                            |
| Volteggio              | Marian Drăgulescu                                                                                                   | Jevgēņijs Saproņenko                                                                             | Charles Tamayo                                                                                              |
| Parallele simmetriche  | Sean Townsend | Eric López                                                                                       | Ivan Ivankoŭ                                                                                                |
| Sbarra                 | Vlasios Maras | Alexander Beresh Philippe Rizzo                                                                  | non assegnato                                                                                               |
| Donne                  | |                                                                                                  | |
| All-Around a squadre   | Romania Andreea Răducan Sabina Cojocar Andreea Ulmeanu Silvia Stroescu Carmen Ionescu Loredana Boboc                | Russia Svetlana Khorkina Natalia Ziganshina Ludmila Ezhova Maria Zassypkina Elena Zamolodchikova | Stati Uniti Tasha Schwikert Ashley Miles Tabitha Yim Rachel Tidd Mohini Bhardwaj Katie Heenan               |
| All-Around individuale | Svetlana Khorkina                                                                                                   | Natalia Ziganshina                                                                               | Andreea Răducan                                                                                             |
| Volteggio              | Svetlana Khorkina                                                                                                   | Oksana Chusovitina                                                                               | Andreea Răducan                                                                                             |
| Parallele asimmetriche | Svetlana Khorkina                                                                                                   | Renske Endel                                                                                     | Katie Heenan                                                                                                |
| Trave                  | Andreea Răducan | Ludmila Ezhova                                                                                   | Sun Xiaojiao                                                                                                |
| Corpo libero           | Andreea Răducan | Daniele Hypólito                                                                                 | Svetlana Khorkina                                                                                           |

## Medagliere
| Posiz. | Nazione     | Oro | Argento | Bronzo | Totale |
| ------ | ----------- | --- | ------- | ------ | ------ |
| 1      | Romania     | 6   | 0       | 2      | 8      |
| 2      | Russia      | 3   | 3       | 1      | 7      |
| 3      | Bulgaria    | 2   | 0       | 1      | 3      |
| 4      | Stati Uniti | 1   | 1       | 2      | 4      |
| 5      | Bielorussia | 1   | 1       | 1      | 3      |
| 5      | Cina        | 1   | 1       | 1      | 3      |
| 7      | Grecia      | 1   | 0       | 0      | 1      |
| 8      | Ucraina     | 0   | 1       | 2      | 3      |
| 9      | Cuba        | 0   | 1       | 1      | 2      |
| 9      | Lettonia    | 0   | 1       | 1      | 2      |
| 11     | Australia   | 0   | 1       | 0      | 1      |
| 11     | Brasile     | 0   | 1       | 0      | 1      |
| 11     | Ungheria    | 0   | 1       | 0      | 1      |
| 11     | Paesi Bassi | 0   | 1       | 0      | 1      |
| 11     | Uzbekistan  | 0   | 1       | 0      | 1      |
| 16     | Italia      | 0   | 0       | 1      | 1      |
| Totale | Totale      | 15  | 14      | 13     | 42     |